# La Semana de Igualada
La Semana de Igualada  era una publicació setmanal, editada a Igualada entre 1890 i 1902.
Portava el subtítol Periódico de intereses religiosos y locales. La redacció i l'administració eren a la impremta de Nicolau Poncell, al carrer de Santa Maria, núm. 5, d'Igualada. Se'n van publicar 750 números. El primer es va publicar el 6 de juliol de 1890 i el darrer portava la data de 27 de setembre de 1902. El seu format era de 44 x 32 cm i tenia quatre pàgines a tres columnes.
Era una publicació integrista catòlica. Venia a ser la continuació de Revista de Igualada (1887) i atacava les idees liberals i anarquistes que s'oposaven als seus principis. La majoria d'articles anaven sense signar, però s'hi troben col·laboracions de Josep Puiggarí, José Perea i Gabriel Castellà i Raich. Cal destacar els escrits sobre història local i els que tracten sobre l'arribada del ferrocarril a la ciutat.